# 그놈 스크린샷
그놈 스크린샷(gnome-screenshot)은 그놈 데스크톱 환경에서 스크린샷을 찍을 때 사용하는 유틸리티이다. 그놈 유틸리티 꾸러미에 포함된다.
전체 화면 찍기, 현재 창 찍기, 대기 시간, 이미지 효과와 같은 몇 가지 부가 설정이 있다. KDE에도 비슷한 유틸리티인 KSnapshot이 포함되어 있다.

## 같이 보기
- KSnapshot